# Estación de Verride
La Estación ferroviaria de Verride, igualmente denominada de Estación de Verride, es una plataforma del Ramal de Alfarelos, que sirve a las parroquias de Verride, en el distrito de Coímbra, en Portugal.

## Características

### Descripción física
En enero de 2011, tenía dos vías de circulación, ambas con 500 metros de longitud; las plataformas tenían ambas 155 metros de extensión, teniendo la primera 60 centímetros de altura, y la segunda, cerca de 80 centímetros.

### Localización y accesos
Esta plataforma se encuentra junto a la localidad de Verride, pudiendo acceder a él por la Calle de la Estación.